# Stenasellus racovitzai
Stenasellus racovitzai là một loài chân đều trong họ Stenasellidae. Loài này được Razzauti miêu tả khoa học năm 1925.